# 世界各国関係記事の一覧
世界各国関係記事の一覧（せかいかっこくかんけいきじのいちらん）は、世界の各国、または各地域ごとに関係する記事一覧リスト。

## アジア

### 東アジア
- 韓国関係記事の一覧
- 台湾関係記事の一覧
- 中国関係記事の一覧
  - 香港関係記事の一覧（マカオ関係記事も含める）
- 朝鮮民主主義人民共和国関係記事の一覧
- 日本関係記事の一覧
- モンゴル関係記事の一覧

### 東南アジア
- インドネシア関係記事の一覧
- カンボジア関係記事の一覧
- シンガポール関係記事の一覧
- タイ関係記事の一覧
- 東ティモール関係記事の一覧
- フィリピン関係記事の一覧
- ブルネイ関係記事の一覧
- ベトナム関係記事の一覧
- マレーシア関係記事の一覧
- ミャンマー関係記事の一覧
- ラオス関係記事の一覧

### 南アジア
- インド関係記事の一覧
- スリランカ関係記事の一覧
- ネパール関係記事の一覧
- パキスタン関係記事の一覧
- バングラデシュ関係記事の一覧
- ブータン関係記事の一覧
- モルディブ関係記事の一覧

### 中央アジア
- アフガニスタン関係記事の一覧
- ウズベキスタン関係記事の一覧
- カザフスタン関係記事の一覧
- キルギス関係記事の一覧
- タジキスタン関係記事の一覧
- トルクメニスタン関係記事の一覧

### 西アジア
- アラブ首長国連邦関係記事の一覧
- イエメン関係記事の一覧
- イスラエル関係記事の一覧
- イラク関係記事の一覧
- イラン関係記事の一覧
- オマーン関係記事の一覧
- カタール関係記事の一覧
- クウェート関係記事の一覧
- サウジアラビア関係記事の一覧
- シリア関係記事の一覧
- トルコ関係記事の一覧
- バーレーン関係記事の一覧
- パレスチナ国関係記事の一覧
- ヨルダン関係記事の一覧
- レバノン関係記事の一覧

#### コーカサス3国
- アゼルバイジャン関係記事の一覧
- アルメニア関係記事の一覧
- ジョージア国関係記事の一覧

## ヨーロッパ

### 西欧
- アイルランド関係記事の一覧
- アンドラ関係記事の一覧
- イギリス関係記事の一覧
- オランダ関係記事の一覧
- フランス関係記事の一覧
- ベルギー関係記事の一覧
- モナコ関係記事の一覧
- ルクセンブルク関係記事の一覧

### 中欧
- オーストリア関係記事の一覧
- クロアチア関係記事の一覧
- スイス関係記事の一覧
- スロバキア関係記事の一覧
- スロベニア関係記事の一覧
- チェコ関係記事の一覧
- ドイツ関係記事の一覧
- ハンガリー関係記事の一覧
- ポーランド関係記事の一覧
- リヒテンシュタイン関係記事の一覧

### 東欧
- アルバニア関係記事の一覧
- ウクライナ関係記事の一覧
- 北マケドニア関係記事の一覧
- セルビア関係記事の一覧
- ブルガリア関係記事の一覧
- ベラルーシ関係記事の一覧
- ボスニア・ヘルツェゴビナ関係記事の一覧
- モルドバ関係記事の一覧
- モンテネグロ関係記事の一覧
- ルーマニア関係記事の一覧
- ロシア関係記事の一覧

### 南欧
- イタリア関係記事の一覧
- ギリシャ関係記事の一覧
- サンマリノ関係記事の一覧
- スペイン関係記事の一覧
- バチカン関係記事の一覧（英語版）
- ポルトガル関係記事の一覧
- マルタ関係記事の一覧

### 北欧
- アイスランド関係記事の一覧
- スウェーデン関係記事の一覧
- デンマーク関係記事の一覧
  - グリーンランド関係記事の一覧
  - フェロー諸島関係記事の一覧
- ノルウェー関係記事の一覧
- フィンランド関係記事の一覧

### バルト三国
- エストニア関係記事の一覧
- ラトビア関係記事の一覧
- リトアニア関係記事の一覧

## アメリカ

### 北米
- アメリカ合衆国関係記事の一覧
  - プエルトリコ関係記事の一覧
- カナダ関係記事の一覧
- メキシコ関係記事の一覧

### 中米
- エルサルバドル関係記事の一覧
- グアテマラ関係記事の一覧
- コスタリカ関係記事の一覧
- ニカラグア関係記事の一覧
- パナマ関係記事の一覧
- ベリーズ関係記事の一覧
- ホンジュラス関係記事の一覧

### カリブ
- アンティグア・バーブーダ関係記事の一覧
- キューバ関係記事の一覧
- グレナダ関係記事の一覧
- ジャマイカ関係記事の一覧
- セントクリストファー・ネイビス関係記事の一覧
- セントビンセント・グレナディーン関係記事の一覧
- セントルシア関係記事の一覧
- ドミニカ共和国関係記事の一覧
- ドミニカ国関係記事の一覧
- トリニダード・トバゴ関係記事の一覧
- ハイチ関係記事の一覧
- バハマ関係記事の一覧
- バルバドス関係記事の一覧

### 南米
- アルゼンチン関係記事の一覧
- ウルグアイ関係記事の一覧
- エクアドル関係記事の一覧
- ガイアナ関係記事の一覧
- コロンビア関係記事の一覧
- スリナム関係記事の一覧
- チリ関係記事の一覧
- パラグアイ関係記事の一覧
- ブラジル関係記事の一覧
- ベネズエラ関係記事の一覧
- ペルー関係記事の一覧
- ボリビア関係記事の一覧

## アフリカ

### 北アフリカ
- アルジェリア関係記事の一覧
- エジプト関係記事の一覧
- スーダン関係記事の一覧
- チュニジア関係記事の一覧
- モロッコ関係記事の一覧
- リビア関係記事の一覧

### 西アフリカ
- ガーナ関係記事の一覧
- カーボベルデ関係記事の一覧
- ガンビア関係記事の一覧
- ギニア関係記事の一覧
- ギニアビサウ関係記事の一覧
- コートジボワール関係記事の一覧
- シエラレオネ関係記事の一覧
- セネガル関係記事の一覧
- トーゴ関係記事の一覧
- ナイジェリア関係記事の一覧
- ニジェール関係記事の一覧
- ブルキナファソ関係記事の一覧
- ベナン関係記事の一覧
- マリ関係記事の一覧
- モーリタニア関係記事の一覧
- リベリア関係記事の一覧

### 東アフリカ
- ウガンダ関係記事の一覧
- エチオピア関係記事の一覧
- エリトリア関係記事の一覧
- ケニア関係記事の一覧
- コモロ関係記事の一覧
- ザンビア関係記事の一覧
- ジブチ関係記事の一覧
- ジンバブエ関係記事の一覧
- セーシェル関係記事の一覧
- ソマリア関係記事の一覧
  - ジュバランド関係記事の一覧
  - ソマリランド関係記事の一覧
  - チャツモ関係記事の一覧
  - 南西ソマリア関係記事の一覧
  - ノースランド関係記事の一覧
  - プントランド関係記事の一覧
  - マーヒル関係記事の一覧
- タンザニア関係記事の一覧
- ブルンジ関係記事の一覧
- マダガスカル関係記事の一覧
- マラウイ関係記事の一覧
- 南スーダン関係記事の一覧
- モーリシャス関係記事の一覧
- モザンビーク関係記事の一覧
- ルワンダ関係記事の一覧

### 中部アフリカ
- ガボン関係記事の一覧
- カメルーン関係記事の一覧
  - 南カメルーン関係記事の一覧
- コンゴ共和国関係記事の一覧
- コンゴ民主共和国関係記事の一覧
- サントメ・プリンシペ関係記事の一覧
- 赤道ギニア関係記事の一覧
- チャド関係記事の一覧
- 中央アフリカ関係記事の一覧

### 南部アフリカ
- アンゴラ関係記事の一覧
- エスワティニ関係記事の一覧
- ナミビア関係記事の一覧
- ボツワナ関係記事の一覧
- 南アフリカ関係記事の一覧
- レソト関係記事の一覧

## オセアニア

### 大陸部
- オーストラリア関係記事の一覧

### ポリネシア
- ニュージーランド関係記事の一覧
- キリバス関係記事の一覧
- サモア関係記事の一覧
- ツバル関係記事の一覧
- トンガ関係記事の一覧

### ミクロネシア
- ナウル関係記事の一覧
- パラオ関係記事の一覧
- マーシャル諸島関係記事の一覧
- ミクロネシア連邦関係記事の一覧

### メラネシア
- ソロモン諸島関係記事の一覧
- バヌアツ関係記事の一覧
- パプアニューギニア関係記事の一覧
- フィジー関係記事の一覧

## 極地方
- 南極関係記事の一覧
- 北極関係記事の一覧

## その他
- クリミア関係記事の一覧：クリミアに関係する記事の一覧
- クルド関係記事の一覧：クルドに関係する記事の一覧
- コーカサス関係記事の一覧：コーカサスに関係する記事の一覧
  - チェチェン関係記事の一覧：チェチェンに関係する記事の一覧
  - オセチア関係記事の一覧：オセチアに関係する記事の一覧
- シベリア関係記事の一覧：シベリアに関係する記事の一覧
- チベット関係記事の一覧：チベットに関係する記事の一覧
- 西サハラ関係記事の一覧：西サハラに関係する記事の一覧
- 李朝以前の朝鮮関係記事の一覧：李朝以前の朝鮮半島内に存在した国家に関係する記事の一覧
- 満州関係記事の一覧：満州そのものは1945年8月に消滅している
- ソビエト連邦関係記事の一覧：ソビエト連邦は1991年12月25日に消滅している　→「ソビエト連邦の崩壊」を参照
- ユーゴスラビア関係記事の一覧：ユーゴスラビアは2003年2月5日に消滅している　→「ユーゴスラビアの崩壊」を参照